# Белянка альпийская
Белянка альпийская или белянка каллидика (лат. Pontia callidice) — вид дневных бабочек из семейства белянок.

## Этимология латинского названия
Каллидика (греческая мифология) — одна из 50 данаид, дочерей Даная и Пиерии.

## Ареал и местообитания
Пиренеи, Альпы, горы Балканского полуострова и Турции, Кавказ и Закавказье, горы Центральной Азии, Восточного Казахстана, Южной Сибири, Монголии и Центрального Китая, Иран, Гималаи, Индия, Афганистан, тундры Сибири до Чукотки и Камчатки.
В Европе и на Кавказе населяет альпийские луга и субнивальный пояс. Бабочки встречаются на высотах от 2500 до 3900 м над ур. м. В горах севера Урала бабочки населяют ерниковые, каменистые лишайниковые, луговинные, мохово-кустарничковые тундры, в Среднем и Южном Урале — сухие каменистые луга и тундры высокогорий).

## Биология
Развивается за год в одном поколении. Иногда появляются бабочки второго поколения, и от этой генерации могут зимовать и гусеницы. В Европе и Кавказе лёт бабочек длится с конца июня до конца августа. На Урале время лёта отмечается в конце июня — июле. Бабочки питаются на цветках астрагалов, горца большого, крестоцветных. Самки откладывают яйца одиночно или небольшими группами на стебли и листья крестоцветных или резедовых растений. Зимует куколка.
Кормовые растения гусениц в Европе — альпийские крестоцветные, прежде всего на сердечник (Cardamine spp.); на Урале — дескурайния, резеда; на Кавказе, вероятно, зубянка мелколистная (Dentaria microphylla), а также желтушник и резеда.

### Подвиды
- Pontia callidice callidice (Hübner, 1800)
- Pontia callidice chrysidice (Herrich-Schäffer, 1844)
- Pontia callidice libanotica (Bernardi, 1966)
- Pontia callidice hazara (Wyatt, 1961)
- Pontia callidice hinducucica Verity, 1911
- Pontia callidice kalora (Moore, 1865)
- Pontia callidice duplati (Bernardi, 1965)
- Pontia callidice amdensis (Verity, 1911)
- Pontia callidice amaryllis Hemming, 1933
- Pontia callidice halasia Huang & Murayama, 1992